# Sándor Prokopp
Sándor Prokopp (n. 7 mai 1887, Kassa, Austro-Ungaria – d. 4 noiembrie 1964, Budapesta, Republica Populară Ungară) a fost un trăgător de tir ce a reprezentat Ungaria, medaliat olimpic. A participat la 3 ediții ale Jocurilor Olimpice (1908, 1912, 1924) în care a câștigat o medalie de aur.